# إيغور كروتوي
إيغور كروتوي واسمه الكامل إيغور ياكوفليفيتش كروتوي، وُلد في 29 يوليو 1954، هو ملحن ومغن ومنتج أغاني ومروج موسيقي وعازف بيانو أوكراني روسي.
في عام 1989، حصل كروتوي على جائزة لينين كومسومول الراقية. كما حصل على عدة جوائز وألقاب فخرية سامية أبرزها جائزة «فنان الاتحاد الروسي المميز» و«فنان الشعب الروسي» و«فنان الشعب الأوكراني».
تعاون إيغور كملحن مع العديد من عمالقة الطرب العالميين في الموسيقى الكلاسيكية والمعاصرة، أمثال آنا نيتريبكو، دميتري خفوروستوفسكي، أندريا بوتشيلي، ديماش كوداي بيرجن، لارا فابيان، آلا بوجاتشيفا وإيرينا أليغروفا.

## النشأة والمشوار الأكاديمي
ولد إيغور كروتوي في مدينة هايفورون الواقعة في إقليم كيروفوغراد.
خلال طفولته تعلم بنفسه العزف على آلة الأكورديون التي لعب بها ضمن فرقة المدرسة.
درس إيغور في المدرسة الموسيقية، وبعد تخرجه التحق بالكلية النظرية للموسيقى في كيروفوغراد، حيث تخرج منها بامتياز في عام 1974. بالرغم من ذلك، فشل في دخول أكاديمية تشايكوفسكي الوطنية للموسيق حيث قضى العام في إعطاء دروس الأكورديون في قرية هايفورون وباندوروفو.
في العام الموالي، التحق إيغور بمعهد نيكولاييف التربوي بقسم قائـد الفرقـه الموسيقيـه. أثناء دراسته هناك، عمل في المطاعم، حيث قابل المغني ألكساندر سيروف الذي أصبح فيما بعد صديقًا له الي سيؤدي له العديد من الأغاني. خلال تلك الفترة، عمل كروتوي أيضًا كمخرج فني لفرقة فالنتينا تولكونوفا كما قدم عروضًا مصاحبة للممثل الروسي الشهير يفغيني ليونوف.
في عام 1979، دعي إيغور إلى حفل موسيقي أوركسترا موسكو «بانوراما»، حيث عمل مع فنانين مشهورين. في عام 1986، تمكن كروتوي أخيرًا من دخول معهد ساراتوف الموسيقي قسم الملحنين. في موازاة ذلك، كان صديقه المغني الشعبي ألكساندر سيروف، يفوز بمسابقات دولية مع أغنيتي إيغور هما "Inspiration" و "In Fate's Despite".
في عام 2012، أصبح إيغور رئيسًا لموقع Music1.ru ومساهمًا في شركة Net Element بعد استثمار مليوني دولار. توج هذا المشروع المشترك بإطلاق www.Music1.ru الذي من المتوقع أن يصبح العنصر الأساسي عبر الإنترنت لمؤسسة كروتوي الموسيقى والرائدة في سوق الموسيقى على الإنترنت في بلدان رابطة الدول المستقلة.

## روابط خارجية
- إيغور كروتوي على موقع IMDb (الإنجليزية)
- إيغور كروتوي على موقع ميوزك برينز (الإنجليزية)
- إيغور كروتوي على موقع ديسكوغز (الإنجليزية)
- إيغور كروتوي على موقع كينوبويسك (الروسية)